# 67th Avenue
67th Avenue – stacja metra nowojorskiego, na linii E, M i R. Znajduje się w dzielnicy Queens, w Nowym Jorku i zlokalizowana jest pomiędzy stacjami Forest Hills – 71st Avenue i 63rd Drive – Rego Park. Została otwarta 31 grudnia 1936.